# Vaza iz Warke
Vaza iz Warke ali vaza Uruk je tanka izrezljana posoda iz alabastra, najdena v tempeljskem kompleksu sumerske boginje Inane v ruševinah starodavnega mesta Uruk, ki je v sodobnem guvernatu Al Muthana v južnem Iraku. Tako kot Uruško korito in Narmerjeva paleta iz Egipta je to eno najzgodnejših ohranjenih del narativne reliefne skulpture, datirano v ok. 3200–3000 pred našim štetjem. Preprosta reliefna skulptura je znana tudi iz mnogo zgodnejših obdobij, z najdišča Göbekli Tepe, ki sega okoli 9000 pr. n. št.
Spodnji register prikazuje naravne sestavine življenja, vključno z vodo in rastlinami, kot so datljeva palma, ječmen in pšenica. Na zgornjem delu najnižjega registra korakajo izmenično ovni in ovce v eni vrsti. Srednji register predstavlja gole moške, ki nosijo košare z živili, ki simbolizirajo daritve. Nazadnje zgornji register prikazuje boginjo Inano, ki sprejema votivni dar. Inana stoji na sprednjem delu vrat, obkrožena s svojim bogato napolnjenim svetiščem in skladiščem (prepoznavno po dveh vratnih palicah iz trstike z visečimi transparenti). Ta prizor lahko ponazarja reprodukcijo obredne poroke med boginjo in Dumuzijem, njenim soprogom, ki zagotavlja Urukovo nadaljnjo vitalnost. Vaza prikazuje primer hierarhije, ki je del narave, in po besedah antropologinje Susan Pollock kaže, da sta si bili družbena in naravna hierarhija najverjetneje podobni druga drugi v starodavni Mezopotamiji.

## Odkritje
Vazo so kot zbirko fragmentov odkrili nemški asirologi v svoji šesti sezoni izkopavanj v Uruku leta 1933/1934. Najdba je bila zabeležena kot številka najdbe W14873 v terenski knjigi odprave pod vpisom z dne 2. januarja 1934, ki se glasi Großes Gefäß aus Alabaster, ca. 96 cm hoch mit Flachrelief ('velika posoda iz alabastra, visoka približno 96 cm s ploščato -reliefi'). Vaza, ki je kazala znake popravljanja v antiki, je bila visoka 0,921 m. Drugi viri navajajo, da je bila nekoliko višja, 106 cm, z zgornjim premerom 36 cm. Ime je dobila po sodobni vasi Warka – starim Sumercem znano kot Uruk. Iz originala so naredili mavčni odlitek in ta reprodukcija je več desetletij stala v sobi 5 Bližnjevzhodnega muzeja v Berlinu (Vorderasiatisches Museum Berlin), Nemčija.

## Dekoracija
Vaza ima tri registre – ali nivoje – rezbarjenja. Spodnji register prikazuje vegetacijo v delti Tigrisa in Evfrata, kot sta naravno trsje in gojeno žito. Nad tem rastlinjem je procesija živali, kot so oven in ovca, predstavljena v strogem profilu. Procesija se nadaljuje v drugem registru z golimi moškimi, ki nosijo sklede in kozarce z daritvenimi elementi, kot sta sadje in žito. Zgornji register je celoten prizor in ne neprekinjen vzorec. V tem registru se procesija konča na območju templja. Inana, ena od glavnih boginj Mezopotamije in kasneje znana kot Ištar v akadskem panteonu, stoji, označena z dvema snopoma trstičja za njo. Gola postava ji ponudi skledo sadja in žita. Lugal iz Uruka, oblečen v obredni kilt in dolg pas, se sooča z njo in vodi procesijo.
- Zgornji register
- Zgornji register
- Zgornji register
- Zgornji register
- Srednji register
- Spodnji register

## Kraja in obnova
Vaza iz Warke je bila eden od tisočih artefaktov, ki so bili med invazijo na Irak leta 2003 izropani iz Iraškega Narodnega muzeja. Aprila 2003 so jo na silo iztrgali iz ohišja, kjer je bila nameščena, pri čemer se je zaskočila na dnu (nožje vaze je ostalo pritrjeno na dno razbite vitrine.
Vazo so kasneje med amnestijo 12. junija 2003 vrnili v Iraški muzej trije neznani moški v zgodnjih dvajsetih letih, ki so vozili rdeče vozilo Toyota. Kot poroča dopisnik časopisa The Times,
| “ | Ko so se trudili dvigniti velik predmet, zavit v odejo, iz prtljažnika, so ameriški stražarji na vratih dvignili orožje. Za trenutek se je zdelo, da bo neprecenljiva vaza, stara 5000 let, za katero so domnevali, da je bila izgubljena med plenjenjem po padcu Bagdada, kmalu doživela svoj konec. Toda eden od moških je odlepil odejo in pokazal izrezljane kose alabastra, ki so bili očitno nekaj izjemnega. Tri metre visoka in težka 600 lb nedotaknjena je bila to sveta vaza iz Warke, ki jo strokovnjaki štejejo za enega najdragocenejših od vseh zakladov, odvzetih med plenjenjem, ki je šokiralo svet v kaosu po padcu Bagdada. Razbit v antiki in zlepljen, je bil spet razdrobljen. | ” |

Kmalu po vrnitvi vaze, razbite na 14 kosov, je bilo napovedano, da bo vaza obnovljena. Par primerjalnih fotografij, ki jih je objavil Orientalski inštitut v Chicagu, je pokazal precejšnje poškodbe (na dan vrnitve, 12. junija 2003) na vrhu in dnu vaze.
Popolnoma obnovljena vaza iz Warke (muzejska številka IM19606) je zdaj na ogled v Iraškem muzeju.